# 乔利港

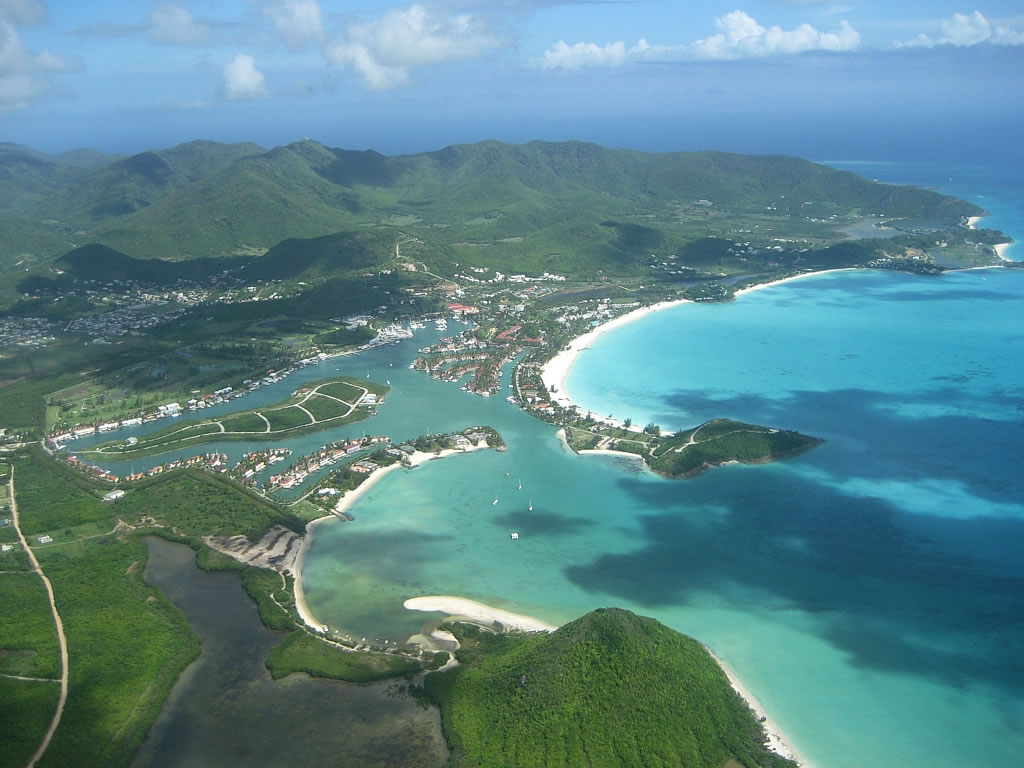
乔利港

乔利港（Jolly Harbour）是加勒比海岛国安提瓜和巴布达安提瓜岛南海岸的一个村庄，行政上由圣玛丽区管辖，位于五岛港以南，靠近博兰斯。这里包括商店、餐馆、度假别墅、私人住宅、高尔夫球场和船坞。
17°03′58″N 61°53′14″W / 17.06611°N 61.88722°W